# Rei i monjo
Rei i monjo és una tragèdia en tres actes i en vers, original d'Àngel Guimerà, estrenada al Teatre Romea de Barcelona la vetlla del 4 de febrer de 1890.
L'escena representa que té lloc al Monestir de Sant Joan de la Penya, al segle xii.

## Repartiment de l'estrena
El repartiment de la primera actuació al Romea fou aquest:
- Ximena: Mercè Abella.
- Agnès: Carme Parreño.
- Ramir: Teodor Bonaplata.
- Galin: Enric Borràs.
- Atarés: Jaume Virgili.
- Lisana: Jaume Martí.
- Cornel: Vicent Daroqui.
- Valterra: Ernest Fernández.
- Fra Guisla: Lluís Muns.
- Fra Jofre: N. Serra.
- Dames, monjos, cavallers, patges i soldats.